# لعز

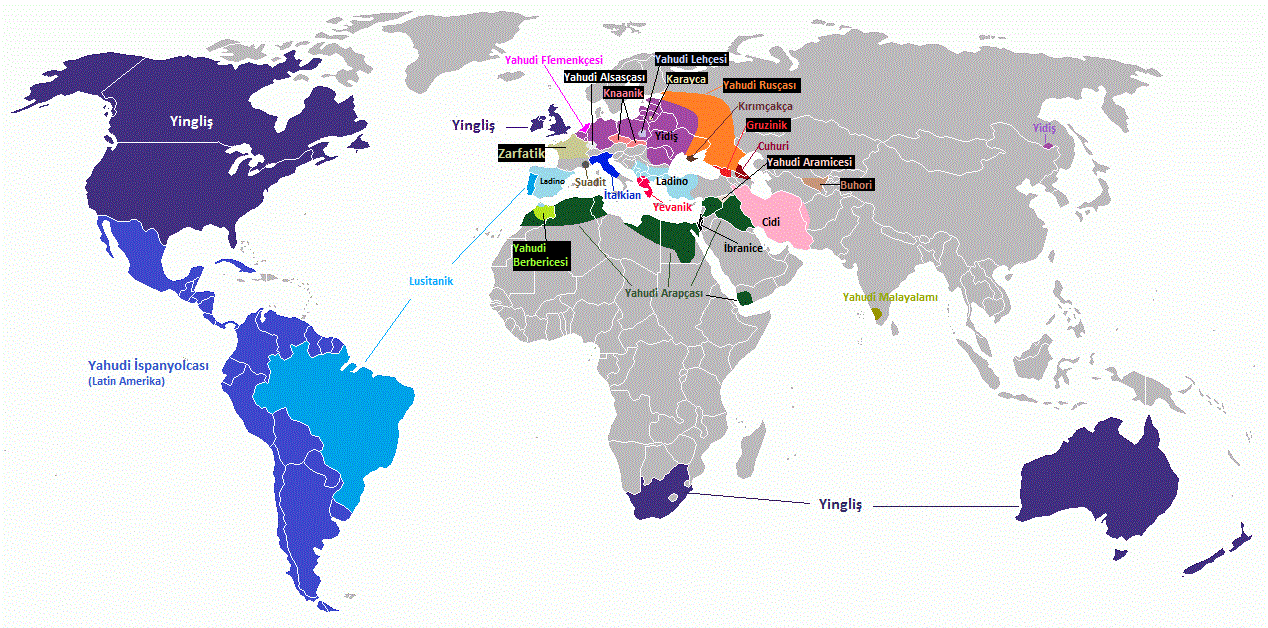
لغه العبرية منتشرة في العالم

لعز, (לַעַ‌״ז) هو علامة اختصار عبري (راشي تبوت) تفيد:
1. لشون عبوده زره (לָשׁוֹן עֲבוֹדָה זָרָה "لسان عبادة [الإنجليزية] أجنبية [الإنجليزية]") وهذا اصطلاح وضعه موسى بن ميمون. ويقصد به كل تعبير جدير بعبدة الأوثان.[1]
2. لشون عم زر (לָשׁוֹן עַם זָר «لسان أمة أجنبية») ويطلق على ما سوى العبرية من اللغات، وينسب إليه فيقال لوعزيت (לוֹעֲזִית «أجنبية»). ذلك مثلما تسمى أعجمية كل لغة غير العربية. وهو كذلك اسم تدعى به الكلمات الدخيلة في العبرية. اللام  [لغات أخرى]‏ والعين  [لغات أخرى]‏ والزاي  [لغات أخرى]‏ (ל־ע־ז) هو الأصل الذي يحتمل أن تكون كلمة لعز العبرية مشتقة منه، وإذ كثيرا ما تقارن بكلمة لعس (לעס) أي «مضغ» أو «عض»، وبكلمة «لغز» العربية. ويظهر أنه يعني «تكلم بإبهام»، ويقابله في اليونانية لفظ بربرس.[2]
اسم لعز يطلق أيضا على اللغة الإيطالية اليهودية [العبرية] واللغات الرومنية اليهودية عموماً.